# Илија Пламенац
Илија Пламенац (1821 – 6. март 1916) био је црногорски војвода и војсковођа.

## Биографија
Био је син поп Михаила Пламенца. Рођен је у Бољевићима, Црмници. Поријеклом је из црмничког племена Бољевићи. Породица Пламенац је дала неколико значајних личности из историје Црне Горе.
Извјесно вријеме се школовао у Цетињском манастиру; учио се код Димитрија Милаковића. Имао је током живота три чина: православни свештеник, војвода и министар војни. Иако су га целог живота звали „поп Илија”, он је престао бити свештеник кад се по други пут оженио. Написао је своје мемоаре.
Пламенац је био човјек је од повјерења књаза Николе. Прво је постао капетан па војвода, војсковођа. Он је по државном шематизму 1869. године: члан Сената као војвода и војени управитељ.
Командовао је црногорском војском у биткама на Крњицама 1862, на Фундини 1876. године, затим на Маљату и у борбама за ослобођење Бара и Улциња.
Био је министар одбране Црне Горе од 1879. до 1905. и градоначелник Подгорице. Био је први командант града Никшића, по ослобођењу од Турака. Од 1894. године је први председник Књижевног друштва Горски вијенац.

## Одликовања
- Орден Светог Георгија, Русија, III степен[7]
- Орден Светог Георгија, Русија, IV степен[7]
- Орден Свете Ане, Русија, II степен[7]
- Орден Светог Станислава, Русија, IV степен[7]
- Породични Орден Светог Петра[7]
- Орден гвоздене круне, Аустрија, III степен[7]
- Орден Франца Јозефа, Аустрија[7]
- Орден таковског крста са мачевима, IV степен, Србија[7]
- Орден Легије части, Француска, IV степена[7]
- Орден Светог Мауриција и Лазара, Италија[7]
- Орден Светог Александра Невског, Бугарска[7]
- Орден књаза Данила I[7]
- Обилића медаља[7]
- Сребрна медаља за храброст за јунаштво[7]
- Споменица рата 1876-1878[7]

## Галерија
- Слика Пламенца из 1876.
- Нићифор Дучић и Илија Пламенац (први здесна)
- Војвода Пламенац улази у Подгорицу након рата 1879.